# Hugo V av Burgund
Hugo V av Burgund, född 1294, död 1315, var regerande hertig av Burgund från 1306 till 1315. 